# Zacharias Hegewald

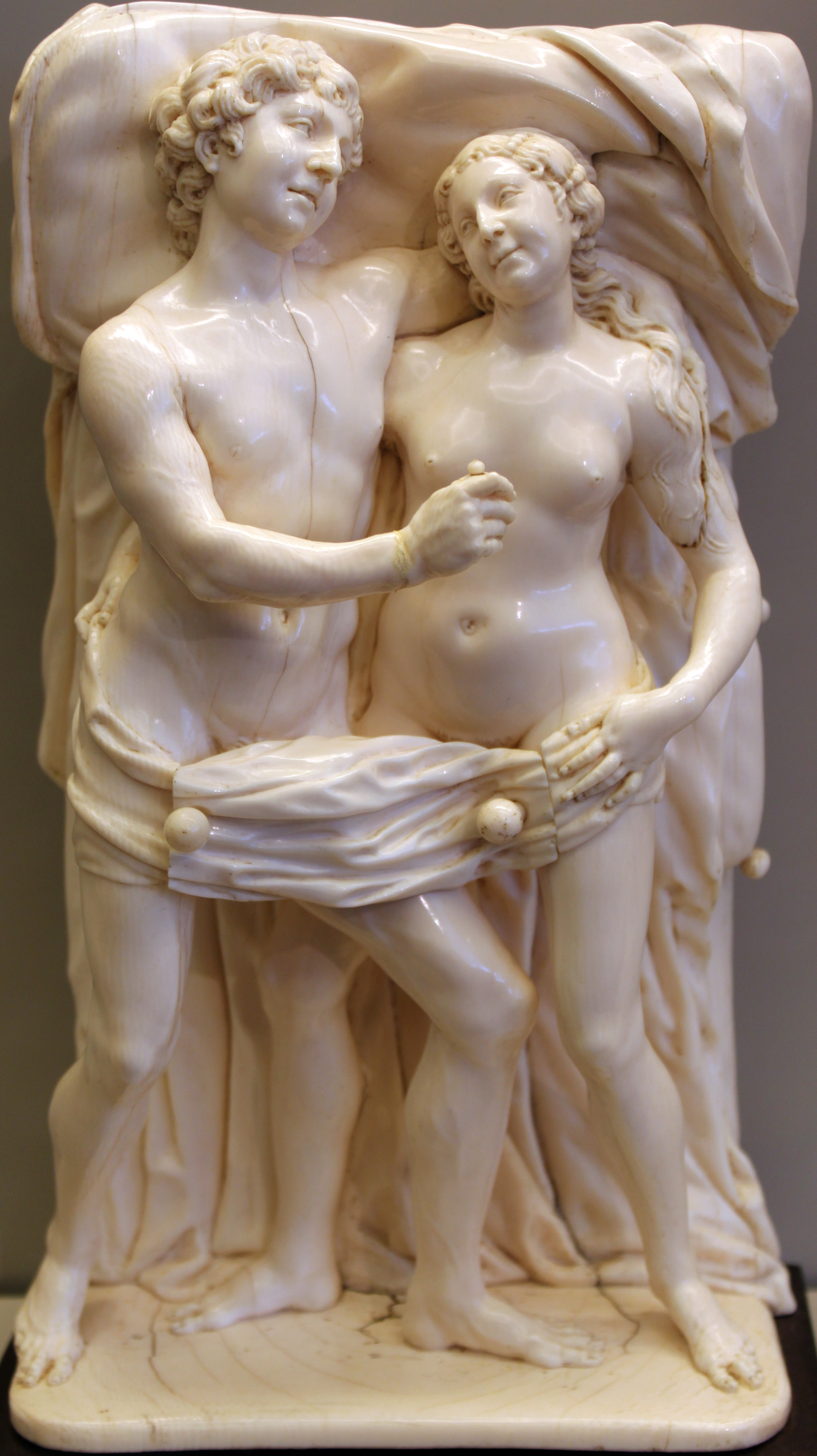
Zacharias Hegewald: Adam und Eva (um 1630), Bodemuseum Berlin

Zacharias Hegewald (* 1596 in Chemnitz; † 30. März 1639 in Dresden) war ein deutscher Bildhauer. 

## Leben und Wirken
Hegewald kam 1596 in Chemnitz als Sohn des Bildhauers Michael Hegewald zur Welt. Im Jahr 1626 heiratete er Victoria Walther, die Tochter des kursächsischen Hof-Bildhauers Sebastian Walther (1576–1645). Es ist daher anzunehmen, dass Hegewald ein Schüler Walthers war. Auch Giovanni Maria Nosseni zählte zu seinen Auftraggebern. Hegewald war einer der Arbeiter in der Werkstatt des ersten Dresdner Belvederes und erhielt später den Titel Churfürstl. Durchlaucht zu Dresden bestallter Bildhauer. Er fertigte zahlreiche Werke für den Dresdner Hof, darunter Ausstattungen für Brautwagen, Stücke für Ballette und Aufzüge, aber auch Schanktische für die Kurfürstin.
Seine bedeutendsten Arbeiten schuf Hegewald als Bildhauer, so war er bereits im Alter von 20 Jahren 1616 am Grabmal Nossenis als Mitarbeiter tätig. Walter Hentschel vermutete, dass neben dem Grabstein des Michael Schulze († 1624) auch der Grabstein der Elisabeth von Haugwitz († 1631), früher in der Sophienkirche und heute in der Dresdner Kreuzkirche aufgestellt, von Hegewald stammt, da sich stilistische Ähnlichkeiten mit dem ab 1638 gestalteten Altar der Kirche zu Kötzschenbroda ergeben. Für den Kötzschenbrodaer Altar erhielt Hegewald 130 Taler, außerdem sollte er für die Kirche einen Taufstein anfertigen. Vor dessen Vollendung verstarb er Ende März 1639 im Alter von 43 Jahren. Seine letzte Ruhestätte fand er in einem Schwibbogen-Grab des Frauenkirchhofs; das Grab ist nicht erhalten.
Beim Umbau der Kötzschenbrodaer Kirche im Jahr 1885 wurde der Altar abgebrochen und ging zu großen Teilen in den Besitz des Altertumsmuseums im Großen Garten über, wo er 1945 zerstört wurde. Erhalten haben sich nur der Altarsockel mit einer Kartusche, die sich heute im Dresdner Stadtmuseum befinden. Der von Hegewald kurz vor seinem Tod begonnene Taufstein, den schließlich Sebastian Walther vervollständigte, ging als Geschenk 1887 an die evangelische Gemeinde in Rosendorf.
Viele Werke des „Begabtesten dieser neuen Kräfte“ – gemeint ist die neue Generation Dresdner Künstler um 1620 – gingen 1945 verloren, darunter neben dem Kötzschenbrodaer Altar auch eine Figurengruppe von Adam und Eva aus der Zeit um 1630, die „als erste reine Aktfiguren monumentalen Formats in der Dresdner Plastik“ galten und als nichtkirchliche Plastiken erstmals einen reinen Kunstzweck erfüllten. Die Sandsteinskulptur ist nicht identisch mit einer weiteren Ausführung aus Elfenbein.